# Kabel eins
Kabel Eins (o Kabel 1, en català Cable u) és un canal de televisió privat d'Alemanya, pertanyent a ProSiebenSat.1 Media. Basa la seva programació en sèries i cinema.
El canal neix el 29 de gener del 1992 com Der Kabelkanal (el canal de cable). Va començar emetent només a través del cable contractat per Deutsche Telekom. Per fer més atractiu el canal, Deutsche Telekom va formar una joint venture amb Leo Kirch, que li subministraria continguts per al canal. Des del 24 de desembre del 1994 el canal va passar a anomenar-se Kabel 1, i va anar canviant a poc a poc la seva programació per passar a ser un canal en obert lliure a través de les seves plataformes habituals.
Actualment el canal s'ha diversificat, i mentre que Sat.1 emet programes de producció pròpia i ProSieben les sèries americanes, Kabel Eins se centra en sèries americanes “clàssiques”, les que no van tenir l'èxit esperat en ProSieben com Medium o The Sopranos, i comèdies de situació com Friends. També ha adquirit els drets d'altres programes anteriorment pertanyents a RTL 2 i, a més, emet documentals i programes divulgatius.